# Ace Attorney Investigations: Miles Edgeworth
Ace Attorney Investigations: Miles Edgeworth  (яп. 逆転検事 Гякутэн Кэндзи) — приключенческая видеоигра 2009 года, разработанная и изданная компанией Capcom. Первоначально она была выпущена для Nintendo DS в Японии в 2009 году, на международном уровне — в 2010 году, а затем для iOS и Android в 2017 году. Это пятая игра в серии Ace Attorney, действие которой происходит между событиями третьей и четвёртой игр, Phoenix Wright: Ace Attorney - Trials and Tribulations и Apollo Justice: Ace Attorney.
Если предыдущие игры серии посвящены адвокатам, то в Ace Attorney Investigations игрок управляет прокурором Майлзом Эджвортом, который расследует пять дел, связанных между собой в общую историю о контрабанде. Игра состоит из фазы расследования, в которой игрок исследует места преступления в поисках улик, и фазы опровержения, в которой он сталкивается с другими персонажами, чтобы услышать, что, по их мнению, произошло; игрок может использовать доказательства, чтобы найти противоречия в заявлениях персонажей и приблизиться к истине.
Руководителем разработки игры выступил Такэси Ямадзаки, а продюсером — Мотохидэ Эсиро. Они стремились к тому, чтобы игроки погрузились в игру и почувствовали себя в роли Эджворта, в отличие от предыдущих игр серии Ace Attorney, где, по их мнению, игроки просто идентифицировали себя с главными героями; для этого они включили прямое управление Эджвортом и элемент геймплея, который предполагает подключение его мыслей.
Игра была встречена в целом благоприятными отзывами, при этом обычно жалуются на то, что опровержения порой сводятся к методу проб и ошибок. Игра стала одной из самых продаваемых игр 2009 года в Японии, в то время как западные продажи были описаны как «в лучшем случае плохие». После выхода игры была выпущена серия манги, основанная на ней. Сиквел, Gyakuten Kenji 2, был выпущен только в Японии на японском языке в 2011 году. Обе игры были переизданы в составе сборника Ace Attorney Investigations Collection 6 сентября 2024 года для Nintendo Switch, PlayStation 4, Windows и Xbox One.

## Разработка
Пока разрабатывалась Phoenix Wright: Ace Attorney — Trials and Tribulations для Nintendo DS, у продюсера Мотохидэ Эсиро появилась идея спин-оффа с одном из главных персонажей серии Ace Attorney. Такэси Ямадзаки утвердил идею и согласился начать работу. В своём блоге на официальном сайте Ace Attorney Эсиро описал это как безрассудное предложение с вдохновляющим, восторженным, безрассудным ответом. Вскоре после этого начались ежедневные встречи.
Эсиро и Ямадзаки сразу сосредоточили внимание на месте преступления, а не на зале суда. Некоторые пункты разногласий во время «бесконечных дискуссий» включали поиск противоречий на месте преступления, возможность игры за нескольких персонажей и создание игры Ace Attorney без прений в зале суда.
Первоначальный план Ямадзаки состоял в том, чтобы создать детективную игру с Эмой Скай — юной криминалисткой, впервые появившейся в пятом деле Phoenix Wright: Ace Attorney — в главной роли, однако позже было принято решение сделать Майлза Эджворта главным героем игры, отчасти потому что, по отзывам фанатов, он считался более популярным персонажем. Игра была разработана как продолжение основной серии Ace Attorney.
Постоянный дизайнер персонажей серии Тацуро Ивамото был первым нанятым крупным членом команды разработчиков. Дизайнера персонажей для игры Apollo Justice: Ace Attorney, Кадзую Нури, позже попросили перерисовать некоторых персонажей. В конечном итоге он создал несколько второстепенных персонажей, включая большинство жертв. Ивамото и Ямадзаки быстро начали создавать новых персонажей. Кей Фарадей, помощница Майлза Эджворта, была первым новым персонажем, созданным для игры.

## Сюжет
В первом деле игры повествуется об убийстве, произошедшем в кабинете Майлза Эджворта в его отсутствие. Прилетевший прокурор обнаруживает труп Бадди Фейта, молодого детектива, в своём кабинете, а также неизвестного, подстрелившего рамку позади него. Неизвестному удаётся скрыться. Подозреваемыми становится охранница прокуратуры Мэгги Бёрд, а также один из напарников Эджворта детектив Дик Гамшу. В ходе расследования выясняется, что убийцей был партнёр жертвы — Жак Портсман, по совместительству член банды контрабандистов.
Второе дело начинается за несколько дней до первого дела в самолёте, на котором летел Эджворт. Майлз Эджворт потерял сознание во время турбулентности, после чего нашёл тело в лифте. Следом подошла бортпроводница Рода Тенейро, ошибочно принявшая Эджворта за убийцу. Прокурору удалось оправдаться и найти настоящего преступника — вторую бортпроводницу самолёта, Кэмми Мил. Оказалось, что та была членом группировки контрабандистов и помогала перевозить различные грузы. В этом деле во время расследования к Эджворту присоединяется Франциска фон Карма — его сводная сестра, прокурор и агент Интерпола, которая охотится за бандой контрабандистов. В конце дела мы встречаемся с Эрнестом Амано — старым знакомым Эджворта. Тот сообщает нам, что его сын похищен и просит отнести выкуп похитителям.
Третье дело повествует о похищенном сыне Амано и происходит после второго дела. Дело начинается с того, что после того, как Майлз отнёс выкуп похитителям в аттракцион в парке развлечений, те вырубили его и оставили связанным в неком помещении. На помощь к Эджворту приходит молодая девушка — Кей Фарадей, давняя знакомая Эджворта. После того как оба выбрались наружу, они узнали, что в парке развлечений произошло убийство дворецкого Эрнесто Амано. Во время этого дела они встречаются с ещё двумя агентами Интерпола — Лан Шилуном и его помощницей Шиной. Тем временем был найден сын Эрнеста — Лэнс Амано. В ходе расследования Майлз установил, что похищение было ненастоящим, а также то, что Лэнс и был убийцей дворецкого. Чтобы помешать расследованию получить нужные улики, Эрнест Амано выкупил дом с привидениями — аттракцион, в котором произошло убийство — и запретил в него входить. Однако Кей Фарадей при помощи «Маленького вора» воссоздала место преступления, что позволило доказать то, что Лэнс действительно был убийцей.
Четвёртое дело переносит игрока на семь лет назад. За семь лет до событий игры самый первый судебный процесс Майлза Эджворта был прерван, когда были найдены тела предыдущего прокурора этого дела и подсудимого, предположительно убивших друг друга. Во время расследования с его сводной сестрой Франциской фон Кармой Эджворт впервые встречается с Диком Гамшу, Тиреллом Бэддом, Кей Фарадей и узнаёт о печально известном воре «Ятагарасу». В конце концов ему удаётся установить, что убийцей была Калисто Ю — адвокат, назначенная на это дело. После того как Майлз доказал её вину в зале суда, Калисто наставила на Майлза пистолет. В этот момент в зал суда вбежала молодая Кей Фарадей, крикнувшая застывшему от ужаса Майлзу, чтобы тот упал налево. Майлзу удалось это сделать за секунду до того, как прозвучал выстрел. Бэдд побежал вслед за Ю, однако ему не удалось её поймать.
Пятое, финальное дело происходит после первого дела. Пожар и двойное убийство секретаря посла Бабаля и подражателя известного вора в посольстве приводят Майлза, Дика, Кей, Франциску и Лан Шилуна к окончательному столкновению с Ятагарасу и разрешению большего заговора, связывающего предыдущие четыре случая. Оказалось, что посол Аллебаста был лидером группировки контрабандистов, а секретарь посла Бабаля — его правой рукой.

## Геймплей
По сравнению с предыдущими играми серии, в Ace Attorney Investigations геймплей претерпел некоторые изменения. Игроку нужно управлять прокурором Майлзом Эджвортом, чтобы расследовать дела. Игровой процесс разделён на две части: фаза расследования и фаза опровержения.
Во время расследования игрок, используя D-pad или сенсорный экран консоли, напрямую управляет Эджвортом. Игроку требуется осматривать места преступлений и прочие локации, чтобы найти улики; в процессе также придётся общаться с другими персонажами. Когда Эджворт замечает что-то, он может запомнить это в виде мыслей. Использовав функцию «логики», игрок может объединить две такие мысли. Если они связаны, будет получена новая информация о деле. Например, «соединив» два пулевых отверстия с тем фактом, что из орудия убийства стреляли лишь один раз, Эджворт придёт к выводу, что на месте преступления было два пистолета. Иногда игроку нужно будет управлять указателем, чтобы осмотреть локации. Если в такие моменты использовать опцию «дедукции», игрок должен будет выявить противоречие между имеющимися уликами и самим местом преступления. Когда игрок правильно укажет на противоречие, он получит новые сведения о деле. В некоторые моменты расследования приходится использовать устройство под названием «Маленький вор», которое создаёт голограмму, воссоздающую место преступления. При исследовании голограммы игрок может получить ту информацию, которая иначе была бы недоступна. С появлением новых улик и сведений голограмма способна обновляться. После окончания фазы расследования начинается этап опровержения.
Во время фазы опровержения свидетель или другой персонаж высказывают свою точку зрения насчёт произошедшего. Игрок может «надавить» на него, чтобы получить больше сведений, или предъявить улику, которая противоречит словам очевидца. Таким образом персонаж продвигается всё ближе и ближе к раскрытию преступления.

## Критика
| Сводный рейтинг       | Сводный рейтинг |
| Агрегатор             | Оценка          |
| --------------------- | --------------- |
| GameRankings          | 78,81 %         |
| Metacritic            | DS: 78/100      |
| Иноязычные издания    |                 |
| Издание               | Оценка          |
| Eurogamer             | 8/10            |
| GameSpot              | 8/10            |
| GameZone              | 7,5/10          |
| IGN                   | 7,6/10          |
| Nintendo World Report | 8,5/10          |
| TouchArcade           | iOS:            |
| Adventure Gamers      | [ 11 ]          |
| NGamer                | 79 %            |

Ace Attorney Investigations получила хорошие отзывы критиков. На сайте Metacritic версии для Nintendo DS поставлена оценка в 78 баллов из 100.
Рецензент сайта Adventure Gamers Остин Бузингер посчитал, что, по сравнению с основной серией, в геймплее появились лишь незначительные изменения, поэтому Ace Attorney Investigations оказалась похожей на прошлые игры, но всё-таки не настолько хорошей. С другой стороны, Нил Ронаган из Nintendo World Report сказал, что внесённых изменений хватило, чтобы придать игре свежести, и назвал её «вероятно, лучшей во всей серии Ace Attorney». Автор обзора на игру в IGN Хилари Голдстейн написала, что нововведения привнесли в игру разнообразия, но у неё возникло ощущение, что серия «изживает себя». Стивен Хоппер в своём обзоре для сайта GameZone выразил мнение, что игра своими плохими и хорошими сторонами очень похожа на предыдущие игры серии Ace Attorney, а сама серия начинает «показывать свой возраст». Лаура Паркер из GameSpot сказала, что в игре представлена интересная вариация геймплея прошлых частей серии, но при этом она «не теряет шарма» своих предшественников.
Бузингер назвал игру слишком лёгкой и прямолинейной, а систему логики — «чересчур простой». Однако он посчитал, что находить противоречия в показаниях «как всегда замечательно», хоть и в этом процессе приходился полагаться на метод проб и ошибок. Ронаган назвал многие решения из стадии опровержения «неоднозначными»: несмотря на то что кажется логичным предъявить улику на нескольких заявлениях, для продвижения вперёд требуется показать её на одном конкретном. Ему понравилось управление в целом, но ходьбу при помощи сенсорного экрана он описал как «нелепую и неточную». Голдстейн также имела проблемы с тем, что на одно противоречие могут указывать сразу несколько улик. Ещё она выделила то, что во время прохождения ей иногда приходилось угадывать, так как она не могла найти здравого решения. Джон Уокер, рецензент сайта Eurogamer, тоже посетовал, что некоторые адекватные решения не принимаются игрой. Хоппер писал, что раскрытие дел недостаточно интуитивно и включает в себя много проб и ошибок. Когда как одни головоломки казались ему логичными, другие он считал «изнурительными». Паркер назвала игровой процесс увлекательным и сказала, что в игре есть глубина и разнообразие, но порой она слишком проста.
Бузингер посчитал, что, хоть в игре присутствуют комедийная составляющая серии Ace Attorney и хорошо прописанные диалоги, сюжетная линяя была скучной, медленной и затянутой. Ронаган назвал диалоги между персонажами забавными, а саму игру — длинной, приятной и имеющей хорошо выверенный темп. Голдстейн написала, что считает сюжет интересным, но в некоторых местах сравнила его с «плохой мыльной оперой». Уокер хорошо оценил выбор Эджворта как протагониста, а Кей назвал прекрасным дополнением. Несмотря на некоторые опечатки и ошибки, он также посчитал локализацию игры восхитительной. Хопперу тоже понравилось, что игра имеет нового протагониста и обстановку, а диалоги назвал «избитыми, но чарующими». С другой стороны, он посчитал, что в игре очень много лишнего текста, из-за чего эпизоды длятся дольше, чем нужно. Паркер писала, что к игре за Эджворта требуется привыкнуть, а сюжет назвала глубоким и замысловатым. В журнале NGamer похвалили диалоги, назвав их «очаровательными», стилистику и персонажей, но отметили, что игре не хватало «мелодрамы», присущей прошлым частям серии Ace Attorney, а Эджворта посчитали «чересчур мягким» в сравнении с предыдущими играми. Ронаган назвал визуальную составляющую игры потрясающей, сказав, что каждый персонаж «источает индивидуальность», но также отметил как слабую сторону анимацию, которая, хоть и улучшилась по сравнению с прошлыми играми, ограничивалась несколькими кадрами. Голдстейн назвала персонажей яркими, но внутриигровые локации показались ей скучными. Паркер понравился внешний вид игры: она назвала игровой мир «красиво нарисованным».